# 陪審定理
陪審定理（ばいしんていり、英：Condorcet's jury theorem）とは、多数決による決定の信頼性に関し、コンドルセによって示された定理である。

## 背景
この理論は1785年にニコラ・ド・コンドルセ（1743-1794）「多数決の蓋然性に対する解析の応用試論」によって発表された。背景には1784年にジャン＝シャルル・ド・ボルダ（1733-1799）が単記投票の問題点と改善案に関する論文を公表しており、コンドルセ「試論」はボルダの論文を踏まえたものであった。数学者であったコンドルセは当時発展しつつあった人口統計・保険数学などの試みと自身の論考を統合して「社会数学」（mathématique sociale）という学問分野を作ろうと試みたのであったが、18世紀の科学史においては彼のプロジェクトは未完であり、19世紀半ば以降とりわけ批判に晒され一旦は忘れられるものとなった。
コンドルセの議論を整理して「陪審定理」と名付けたのはダンカン・ブラック(1908-1991)であり、1958年の著書「委員会と選挙の理論」の中でそう名付けられた。「陪審」と名付けられ現代ではそう定着しているが、コンドルセが考えていたのは陪審ではなく通常の投票であった。
コンドルセ「試論」はジャン＝ジャック・ルソー「社会契約論」（1762年）を強く意識していたのは明らかであるが、当時「社会契約論」は禁書指定を受けており、「試論」においてコンドルセはルソーについて明示的に言及しなかったのだと考えられている。ルソーとの強い繋がりを「発見」し指摘したのは現代の政治学者バーナード・グロフマンとスコット・フェルドであり、「ルソーの一般意思-コンドルセ流の観点」においてルソーとコンドルセについて比較検証し、コンドルセの投票研究の思想的な源流がルソーにあると論じた。
社会契約論に於いてルソーは、国家の主権の根拠となる一般意志の概念を提唱した。しかしルソーは、特殊意思のうち多数決により合意を得たものを「全体意志」とし、すべての人が同意できすべての人の利益が実現する「一般意志」と区別したが、国家にとって絶対の真理となる「一般意志」を決定する手続きについては明確にしなかった。
そこでコンドルセは、政治思想とは無関係の理論体系である確率論を用いる事で、多数決の信頼性を定量的に見積もろうとした。

## 簡単な概要
片方の選択肢が正解である二者択一の問題（○×問題など）について、
- （仮定1）多数決に参加する人の人数が十分多い
- （仮定2）各参加者の投票行動は、他の参加者が正解を選ぶ確率に影響を与えない

この二つの条件が揃うとき、
- （結論1）多数決によって正解が選ばれる確率は100%か0%のどちらかであり、中間は存在しない
- （結論2）多数決が正解を選ぶ条件は、多数決参加者の平均正解率が1/2を越えている事である

サイコロなどのランダムな選択では、二者択一の正解率はちょうど1/2である。ランダムな選択による意思決定手法は、政治的素養の無い人間でも容易に実行出来る。仮にすべての投票者が正否の内容について蒙昧であり無作為に投票したと仮定しても平均正解率は1/2であり、啓蒙活動などにより個々の投票者に正しい結論を選択する能力を、僅かでも付与さえすれば結論2の「参加者の平均正解率が1/2を越えている」という条件は達成可能であり、多数決の驚異的な信頼性をこの定理は結論づけている。

## 簡単な証明
仮定1,2により大数の法則が成り立ち、参加者の平均正解率がそのまま、正解の選択肢が得る得票率となる（結論2）。
大数の法則が成り立っているため、得票率を変化させる確率的な揺らぎがなくなり、得票率は固定される（結論1）。

## 影響と意義
この定理を記したコンドルセの「多数決論」が発表された当時は、フランス革命など近代民主主義の黎明期であった。政治の素人である一般民衆による多数決の優位性を説いたこの定理に、政治のプロである貴族だけで決定を行うそれまでの政治システムを変える役割をコンドルセは期待した。
しかし革命の間、この定理はほとんど顧みられることが無かった。複雑な社会に対して、単純なモデルしか扱えない数理的手法を適用する事が、認められなかったからである。その数理社会学は現在、アローの不可能性定理によって「望ましい政治システムなんて不可能」「どの政治システムにも一長一短があるから、比較しない」と考え、現実の政治システムの評価を放棄している。
陪審定理の最初の問題点は、現実の政治では有力な政治家や指導者の弁論や言説に多くの大衆の意思が影響を受けてしまうことである（仮定２が成立しない）。第二は啓蒙活動により個々の投票者が正しい結論を選択する能力が付与できるという前提にあり、未来の予測を含む不可知な条件下での意思形成には必ずしも適用できないことが挙げられる。例えば死刑制度の存廃については啓蒙活動の継続により「より正しい結論」が得られる可能性があり陪審定理の提示する強力な作用が成立する可能性があるが、「ある犯罪者」が不十分な証拠の元に有罪であるか無罪であるかを結論するさいに、いかなる啓蒙活動によってもその啓蒙活動そのものによって陪審定理が真実の「判決」を導くかどうかは数学的に証明することはできない。有限の条件下で提示された証拠により結論を判示したとしても、不可知の未来に未知の新証拠が提示される可能性は否定できないのである。
ただし、この問題は他の殆どの代替前提にも当て嵌まる。例えば、職業裁判官制度は「啓蒙の代わりに職業訓練を施すことにより、正しい結論を選択する能力を裁判官に付与できる」という前提に立っているが、有限の条件下で提示された証拠により結論を判示する以上、不可知の未来に未知の新証拠が提示される可能性に晒される点は陪審定理と同様である。陪審定理と異なる点は、「法令に示されていない追加の捜査を、権限もなしに実施する」「裁判を拒否する」「"真実の判決"に反してでも守らねばならない原則がある!」など、二者択一のはずの問題に新たな選択肢を付け加えることが、(許されるか否かはともかく)裁判官などに可能なことである。(ちなみに少なくとも日本の裁判では、不十分な証拠の元に有罪であるか無罪であるかを結論しなければならないときに備え、疑わしきは罰せずや証明責任などの原則が用意されており、「"真実の判決"に反してでも"原則に沿った判決"」を採用している。しかも原則に過ぎないので、想定外の事情を証拠採用することで、この原則を裁判官は破ることができる。)
すなわち、最大ではないが特異的な陪審定理の問題点は、選択肢が三つ以上の問題については触れていないことである。選択肢が三つ以上の研究としては、同じくコンドルセによる投票の逆理やそれをケネス・アローが一般化したアローの不可能性定理によって否定的な結論がある一方、アローの不可能性定理を直接には適用できない二分型投票が提起されている。

## 関連文献
- 沢田善太郎「コンドルセ『多数決論』の研究 : 陪審定理と啓蒙思想」『現代社会学』第5号、広島国際学院大学現代社会学部、2004年、3-24頁、CRID 1570572702679554944、ISSN 1345-3289、NAID 120005403601。